# Zdeněk Šplíchal
Zdeněk Šplíchal (* 20. listopadu 1948, Třebíč) je český malíř, grafik, textilní výtvarník a sochař.

## Biografie
Narodil se v Třebíči, kde dosud žije a tvoří. Mezi lety 1955 až 1960 navštěvoval výtvarný kroužek pro mládež a poznává spolužáka Zdeňka Štajnce. Po roce 1961 se pak účastnil setkání spolků výtvarníků amatérů, které v Třebíči vedl Ludvík Bahner. V roce 1962 se setkává s dalším celoživotním uměleckým partnerem Milanem Nestrojilem se kterým tvoří v plenéru. V letech 1964 až 1967 studoval gymnázium v Třebíči, kde se potkal s Miroslavem Pálkou a kde jej začal učit Ladislav Novák, který se stal jeho uměleckým mentorem. V roce 1966 založil s Pálkou, Štajncem a Nestrojilem uměleckou Skupinu 4.
V roce 1967 se setkal s textilním výtvarníkem Antonínem Kybalem, který v něm podnítil zájem u textilní tvorbu a s dalším významným výtvarníkem z Třebíče Josefem Kremláčkem. Zároveň se hlásil na Vysokou školu uměleckoprůmyslovou, kam ale nebyl přijat pro vysoký počet uchazečů a bylo mu doporučeno, aby se přihlásil znovu za rok. V roce 1967 se také seznámil s Václavem Dosbabou, který se stal dalším členem Skupiny 4.
Mezi roky 1967 až 1972 pracoval nejprve jako praktikant v Zemědělském stavebním sdružení Třebíč a následně jako tiskař a propagační pracovník v První brněnské strojírně v Třebíči. Zároveň vystudoval Střední ekonomickou školu v Třebíči.
V roce 1970 se oženil s Marií Floriánovou a následně se v roce 1971 seznámil s dalším členem Skupiny 4 Lubošem Kressou a v roce 1972 s Jiřím Valochem, který se stal častým kurátorem jeho výstav.
V roce 1972 začal pracovat na Středním odborném učilišti zemědělském v Třebíči, kde pracoval až do odchodu do důchodu v roce 2013 a kde později zastával funkci zástupce ředitele.
Mezi lety 1984 a 1989 studoval na Škole výtvarného myšlení v Brně (u Igora Zhoře) a mezi lety 1992 a 1999 na Teologické fakultě Jihočeské univerzity v Českých Budějovicích.

## Dílo
V 60. a 70. letech 20. století se věnoval dekorativní závěsné textilní kompozici, od 70. let se pak věnoval humanismu a koláži. Od 90. let 20. století se věnuje kresbě, malbě a kolážím. Od roku 2002 se věnuje malbě mastnou křídou (akvareláž). Zabývá se především abstraktní malbou a kresbou s častými geometrickými motivy. Je autorem památníku Josefa Zvěřiny ve Stříteži. Je členem Skupiny 4 (spoluzakladatel v roce 1965), Klubu konkretistů (od roku 1999), Spolku výtvarných umělců Vysočiny, Klubu výtvarných umělců Horácka, TT klubu (od roku 1990), Unie výtvarných umělců (od roku 1990) a Sdružení Q. V roce 2016 byla jeho díla vystavena v Galerii U Vavřince v Chodově.

## Výstavy (výběr)
- Druhý plán obrazu, Bývalý barokní špitál, Městské kulturní středisko, Jaroměřice nad Rokytnou, 2017[5]
- Okresní knihovna v Třebíči, Třebíč, 1980 (spolu s Václavem Dosbabou)
- Vysokoškolský klub, Brno, 1982
- kavárna Alfa, Třebíč, 1985
- Jednotný klub pracujících, Třebíč, 1988 (spolu s Václavem Dosbabou a Miroslavem Koupilem)
- Galerie ČS, Praha, 1990
- výstavní síň Fórum, Třebíč, 1990
- Salon Mina, Litvínov, 1991 (spolu s Václavem Dosbabou a Miroslavem Kubíčkem)
- krypta Baziliky svatého Prokopa, Třebíč, 1992
- Galerie Malovaný dům, Třebíč, 2000
- Galerie knihkupectví Academia, Praha, 2001
- Senátorská galerie, Třebíč, 2002
- Hospic sv. Josefa, Rajhrad u Brna, 2002 (spolu s J. Bártlovou)
- Dům umění, Znojmo, 2002
- Galerie knihkupectví Academia, Praha, 2002
- Couvání do času, Malá galerie Muzea Vysočiny, Třebíč, 2004
- Energie hmatu, Galerie Fides, Brno, 2004
- Galerie knihkupectví Academia, Praha, 2004
- Malovaný dům, Třebíč, 2006[2]
- Malovaný dům, Třebíč, 2023, Klid v neklidu[6]